# Philippe Kahn
Philippe Kahn (nascut el 16 de març de 1952) és un enginyer, emprenedor i fundador de quatre empreses tecnològiques: Borland, Starfish Software, LightSurf Technologies i Fullpower Technologies. A Kahn se li atribueix la creació del primer telèfon amb càmera, sent un pioner en la propietat intel·lectual de la tecnologia wearable, i és l'autor de desenes de patents tecnològiques que cobreixen Internet de les coses (IoT), modelatge d'intel·ligència artificial (IA), wearable, ulleres, telèfon intel·ligent, mòbil, imatge, tecnologia sense fil, sincronització i tecnologies mèdiques.

## Primers anys i educació
Philippe Kahn és fill de Charles-Henri Kahn (1915-1999) i Claire Monis (1922-1967).
Kahn va néixer i es va criar a París, França. Va néixer d'immigrants jueus de recursos modestos.
La seva mare era una cantant, actriu i violinista francesa, criada a París per pares que havien fugit dels pogroms russos. Detinguda el 1942 per ser tinent de la Resistència francesa, tenia 21 anys quan la van enviar al camp d'extermini d'Auschwitz. Va sobreviure com a membre de l'Orquestra de Dones d'Auschwitz dirigida per Alma Rosé. Després que els seus pares es separessin el 1957, Philippe Kahn va ser criat únicament per la seva mare. Tenia només 15 anys quan la seva mare va morir després d'un accident de cotxe a París.
Kahn es va formar en matemàtiques a l'ETH Zurich, Suïssa (Institut Politècnic Federal Suís), amb una beca completa i a la Universitat de Niça Sophia Antipolis, França. Va rebre un màster en matemàtiques. També va rebre un màster en composició musicològica i interpretació de flauta clàssica al Conservatori de Música de Zuric a Suïssa. Com a estudiant, Kahn va desenvolupar software per al MICRAL, que el Museu d'Història de l'Informàtica acredita com el primer ordinador personal basat en microprocessador.

## Carrera

### Empreses tecnològiques

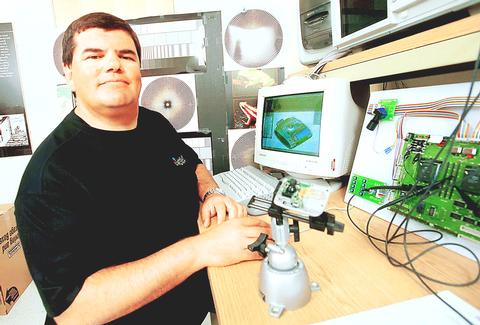
Philippe Kahn treballant en els primers telèfons amb càmera

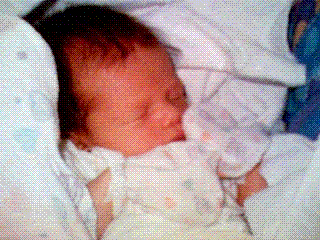
11 de juny de 1997, Santa Cruz, CA: Imatge presa per Philippe Kahn després del naixement de la seva filla.

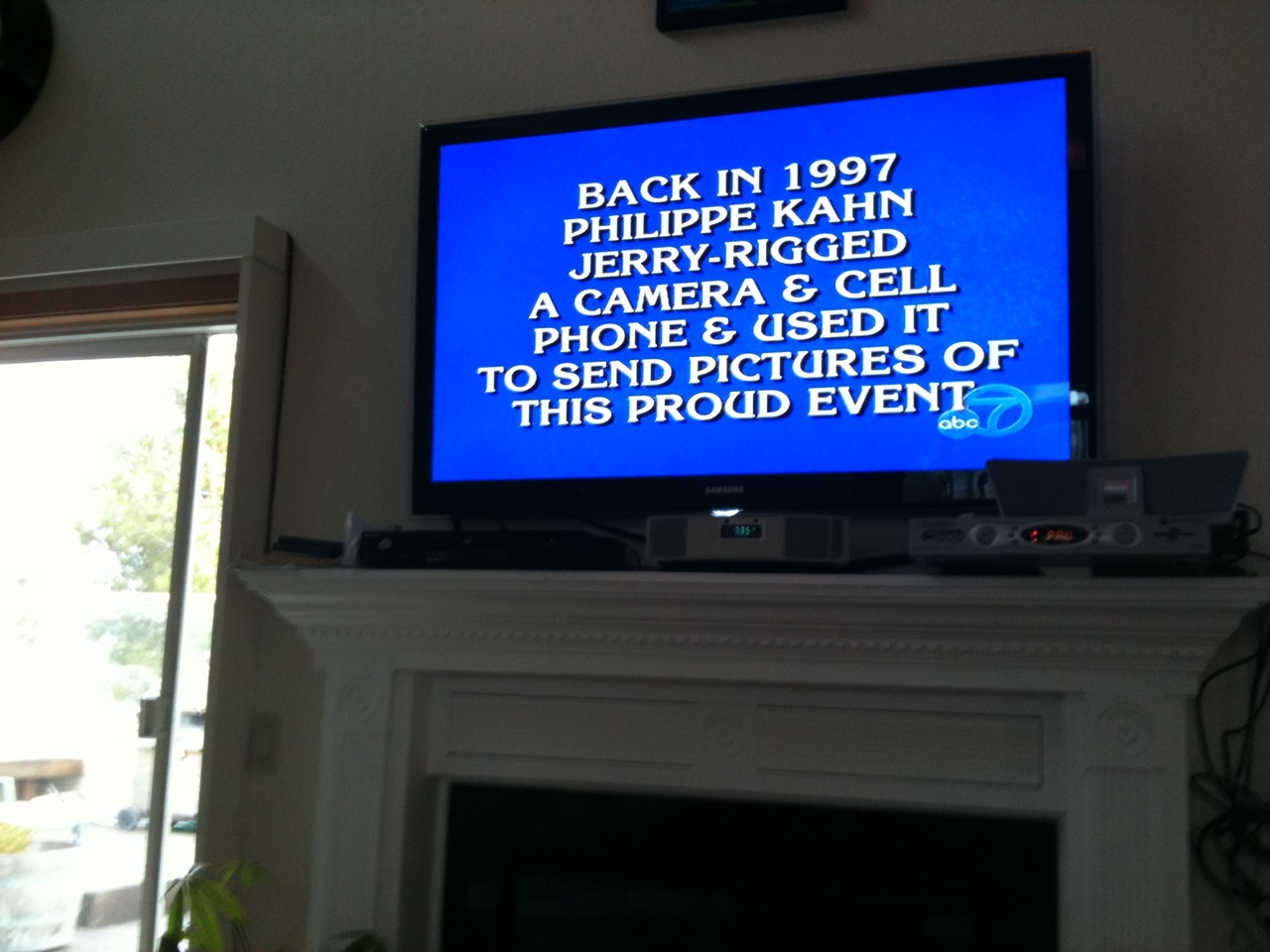
1 de juliol de 2010: qui va tenir la culpa?

Kahn ha fundat quatre "Software-ventures": Borland, fundada el 1982 (adquirida per Micro Focus el 2009), Starfish Software, fundada el 1994 (adquirida per Motorola el 1998, i posteriorment Google el 2011), LightSurf Technologies, fundada el 1998 (adquirida per Verisign el 2005) i Fullpower Technologies, fundada el 2005.

#### Borland (1982–1995): compiladors i eines
Kahn va fundar Borland el 1982 i va ser el seu conseller delegat fins al 1995. En aquell moment era un competidor de Microsoft i produïa compiladors de llenguatges de programació i eines de desenvolupament de software. El seu primer producte, Turbo Pascal, es va vendre per 49,95 dòlars en un moment en què les eines de programació costaven centenars o milers de dòlars. Kahn va ser president, conseller delegat i president de Borland i, sense capital de risc, va passar Borland de no ingressos a una taxa d'execució de 500 milions de dòlars. Kahn i la junta de Borland van arribar a un desacord sobre com enfocar l'empresa. El gener de 1995, Kahn es va veure obligat per la junta a dimitir del seu càrrec de conseller delegat i va fundar Starfish Software.

#### Starfish Software (1995–1998): sincronització sense fil
Starfish Software va ser fundada l'any 1995 per Philippe Kahn com a spin-off de la unitat de negoci Simplify de Borland i la separació de Kahn de Borland. TrueSync va ser el primer sistema de sincronització Over-The-Air (OTA). Starfish va ser adquirit amb èxit per Motorola per 325 milions de dòlars EUA el 1998.

#### LightSurf Technologies (1998–2005): missatgeria multimèdia
Kahn i la seva dona Sonia van cofundar l'empresa de missatgeria multimèdia LightSurf Technologies el 1998. LightSurf comercialitza Picture-Mail i el telèfon amb càmera.
El 2005, LightSurf va ser adquirit per Verisign per 300 milions de dòlars. Syniverse Technologies va adquirir Lightsurf de Verisign el 2009.

#### Fullpower Technologies (2005-present): tecnologia de detecció, son i portàtil
Fullpower, fundada l'any 2005, proporciona un ecosistema patentat per a solucions de fusió de sensors portàtils i d'Internet de les coses que admeten xarxes de sensors. L'experiència de l'empresa és la tecnologia de monitorització del son mitjançant sensors i intel·ligència artificial.
La inspiració darrere d'algunes de les tecnologies de Fullpower prové de la passió de Kahn per la vela. Durant una cursa exigent que requeria que els mariners dormissin menys d'una hora cada 24 hores, Kahn va començar a experimentar amb biosensors i acceleròmetres lineals de tres eixos que podien detectar micromoviments i oferir recomanacions significatives. Kahn va crear prototips de rastrejadors del son mitjançant biosensors que optimitzaven les migdiades de potència de 26 minuts per maximitzar els beneficis del son i el temps de navegació.

### Primer telèfon amb càmera
El 1997, Kahn va crear la primera solució de telèfon amb càmera compartint imatges a l'instant a les xarxes públiques. L'impuls d'aquest invent va ser el naixement de la filla de Kahn. Kahn havia estat treballant durant gairebé un any en una infraestructura basada en un servidor web per a imatges, que va anomenar Picture Mail. A l'hospital, mentre la seva dona estava de part, el jurat Kahn va manipular una connexió entre un telèfon mòbil i una càmera digital i va enviar fotos en temps real a la infraestructura de missatgeria d'imatges que tenia a casa seva. Kahn va dir més tard: "Sempre havia volgut que tot funcionés a temps per compartir la foto del naixement de la meva filla, però no estava segur d'aconseguir-ho. Sempre és el cas que si no fos per l'últim minut, mai no es faria res."
El 2016, la revista Time va incloure la primera foto del telèfon amb càmera de Kahn a la seva llista de les 100 fotos més influents de tots els temps. El 2017, Subconscious Films va crear un curtmetratge que recreava el dia en què Philippe va compartir instantàniament la primera foto amb càmera i telèfon del naixement de la seva filla Sophie.

### Patents
Kahn ha sol·licitat o ha rebut més de 230 patents a nivell internacional, en camps com ara eines de modelatge d'intel·ligència artificial, Internet de les coses, detecció de moviment, tecnologia portàtil, sistemes de posicionament global, telecomunicacions, telemedicina i monitorització del son.

## Defensa dels drets dels gais
Sota la direcció de Kahn, Borland es va convertir en la primera empresa d'informàtica en oferir a les seus socis nacionals beneficis complets i pionera en els drets dels homosexuals al Silicon Valley. Kahn va ser un ponent clau a la conferència fonamental sobre els drets dels gais al campus d'Apple el 19 d'octubre de 1993.

## Vida personal
Kahn té quatre fills, tres dels quals són del seu primer matrimoni. Més tard es va casar amb Sonia Lee, amb qui té una filla, Sophie. La Sonia va cofundar amb ell tres de les empreses de Kahn: Fullpower Technologies, LightSurf i Starfish Software.

### Vela i esports
El focus de Philippe Kahn pel medi ambient i l'exterior el va portar a l'esport de la vela. L'equip de vela de Kahn, Pegasus Racing, competeix en molts campionats mundials cada any arreu del món. Un mariner d'alta mar amb més de 10 travessies transpacífiques, Kahn té el rècord Transpac de doble mà (dos tripulants) des de San Francisco fins a Oahu, Hawaii.
Els seus èxits de navegació també inclouen guanyar la divisió a doble mà de la Transpacific Yacht Race 2009 de Los Angeles a Hawaii i establir el rècord Transpac en 7 dies, 19 hores, superant el temps anterior de 10 dies, 4 hores.
El fill de Kahn, Samuel ("Tauró"), també va començar a navegar de petit. En els seus anys d'adolescència va tenir diverses victòries de carreres destacades, inclosa la cursa dels 24 Móns de Melges del 2003 just després de fer 15 anys. Ha competit contra el seu pare.

### Fundació Lee-Kahn
Kahn i la seva dona Sonia dirigeixen la Fundació Lee-Kahn. Segons el lloc web de la Fundació, patrocina organitzacions locals i nacionals sense ànim de lucre centrades en causes ambientals i treballa per millorar l'accés a la sanitat, l'educació i les arts.